# طواف إسبانيا 1981
طواف إسبانيا 1981 هو سباق دراجات هوائية أقيم في إسبانيا بتاريخ 21 أبريل – 10 مايو، تكون السباق من 19 مرحلة وامتدّ لمسافة 3446 كم بسرعة 35.134 كم/س، استغرق السباق 98 ساعة 04 دقيقة 49 ثانية. فاز به جيوفاني باتاغلين.

## الترتيب
| م                     | الدرّاج           | البلد   | الزمن                     |
| --------------------- | ---------------- | ------- | ------------------------- |
| الفائز بالترتيب العام | جيوفاني باتاغلين | إيطاليا | 98 ساعة 04 دقيقة 49 ثانية |